# Hallands mellersta domsagas tingslag
Hallands mellersta domsagas tingslag var ett tingslag i Hallands län.
Tingslaget bildades den 1 januari 1948 (enligt beslut den 10 juli 1947) genom av ett samgående av Himle tingslag och Årstads och Faurås tingslag. 1971 upplöstes tingslaget och verksamheten överfördes till Hallands mellersta tingsrätt.
Tingslaget ingick i Hallands mellersta domsaga, bildad 1683.

## Kommuner
Tingslaget bestod av följande kommuner den 1 januari 1952:
- Falkenbergs stad
- Himledalens landskommun
- Lindberga landskommun
- Morups landskommun
- Träslövs landskommun
- Tvååkers landskommun
- Ullareds landskommun
- Vessigebro landskommun
- Vinbergs landskommun
- Årstads landskommun
- Ätrans landskommun